# 失鎗72小時
《失鎗72小時》（英語：Unarm 72 Hours），2003年上映的香港警匪电影，导演、编剧及监制為夏占士，主演李修賢、林偉、陳雅倫、成奎安、盧惠光、羅冠蘭。

## 劇情
本片主要講述李sir和一群賊人對決時失去佩槍，在過程他如何拿回佩槍...

## 演員表
- 李修賢 飾 李sir
- 林　偉 飾 阿　偉
- 陳雅倫 飾 宋　玲
- 盧惠光 飾 阿　光
- 成奎安 飾 大麻成
- 羅冠蘭 飾 成　嫂
- 施華峰 飾 阿　磊
- 黃　榕 飾 阿　蓉
- 宋本中 飾 蓉男友
- 林雅詩 飾 林老師
- 夏占士 飾 司　機
- 戴德祥 飾 押款員
- 李文標 飾 押款員
- 張鴻安 飾 押款員
- 詹秉熙 飾 便衣探員
- 姚文基 飾 便衣探員
- 陳樹幟 飾 便衣探員
- 葉宏光 飾 便衣探員
- 麥偉堅 飾 米　高
- 寧哲輝 飾 阿　輝
- 張　靜 飾 輝　嫂

## 外部連結
- 香港影庫上《失鎗72小時》的資料（繁體中文）
- 豆瓣电影上《失鎗72小時》的資料 （简体中文）